# Esknish
Esknish (schottisch-gälisch Eisginnis) ist ein Weiler auf der schottischen Hebrideninsel Islay. Die Ortschaft liegt direkt an der A846 sieben Kilometer südwestlich des Fährhafens Port Askaig und acht Kilometer nordöstlich von Bowmore, dem Hauptort der Insel. Die nächstgelegenen Ortschaften sind die kleinen Siedlungen Ballymartin und Kilmeny. Im Jahre 1841 lebten 124 Personen in Esknish. Zehn Jahre später war die Einwohnerzahl auf 92 gesunken. Heute gibt es in Esknish nur noch wenige bewohnte Gebäude. 1867 wurden in Esknish elf bedachte und zwei unbedachte Gebäude gezählt. 1981 waren es schließlich fünf bedachte Häuser. Mit Emeraconart Cottage befindet sich ein denkmalgeschütztes Gebäude nahe Esknish an der A846.